# Robin van Helden
Robin Arthur Anthony van Helden (Dordrecht, 6 februari 1965) is een Nederlandse voormalige middenafstandsloper. Hij werd tussen 1988 en 1994 in totaal zesmaal Nederlands kampioen, tweemaal op de 800 m, tweemaal op de 1500 m en eveneens tweemaal op de 1500 m indoor. Hij nam tweemaal deel aan de Olympische Spelen, maar drong in geen van beide gevallen door tot een finale.

## Loopbaan
Van Helden, die in de jaren tachtig in de Verenigde Staten studeerde en daar uitkwam voor het team van Louisiana State University, vertegenwoordigde Nederland op de Olympische Spelen van Seoel in 1988 en de Olympische Spelen van Barcelona in 1992. Op beide toernooien nam hij deel aan de 800 m, terwijl hij in Barcelona bovendien uitkwam op de 1500 m. In Seoel drong hij op de 800 m door tot de kwartfinale, waarin hij met 1.46,61 zevende werd. Vier jaar later reikte hij op dit nummer tot de halve finale, waarin hij in 1.46,98 als vijfde finishte. Op de 1500 m moest hij in de series de strijd voortijdig staken.
Robin van Helden stopte in 1996 met topatletiek.

## Nederlandse kampioenschappen
Outdoor
| Onderdeel | Jaar       |
| --------- | ---------- |
| 800 m     | 1988, 1990 |
| 1500 m    | 1990, 1992 |

Indoor
| Onderdeel | Jaar       |
| --------- | ---------- |
| 1500 m    | 1993, 1994 |

## Persoonlijke records
Outdoor
| Onderdeel   | Prestatie | Datum             | Plaats     |
| ----------- | --------- | ----------------- | ---------- |
| 800 m       | 1.45,17   | 14 augustus 1988  | Hengelo    |
| 1000 m      | 2.21,90   | 15 september 1988 | Nagano     |
| 1500 m      | 3.38,56   | 1 augustus 1990   | Leverkusen |
| 1 Eng. Mijl | 4.02,44   | 4 augustus 1990   | Kevelaer   |

Indoor
| Onderdeel   | Prestatie | Datum           | Plaats        |
| ----------- | --------- | --------------- | ------------- |
| 800 m       | 1.46,91   | 1 maart 1994    | Karlsruhe     |
| 1000 m      | 2.20,51   | 14 maart 1987   | Oklahoma City |
| 1500 m      | 3.40,97   | 2 februari 1992 | Stuttgart     |
| 1 Eng. Mijl | 4.00,49   | 12 maart 1988   | Oklahoma City |